# Plantago arenaria
La llantén de arena (Plantago arenaria)  es una especie de fanerógama herbácea natural de Europa central y meridional donde crece en terrenos incultos y arenosos.

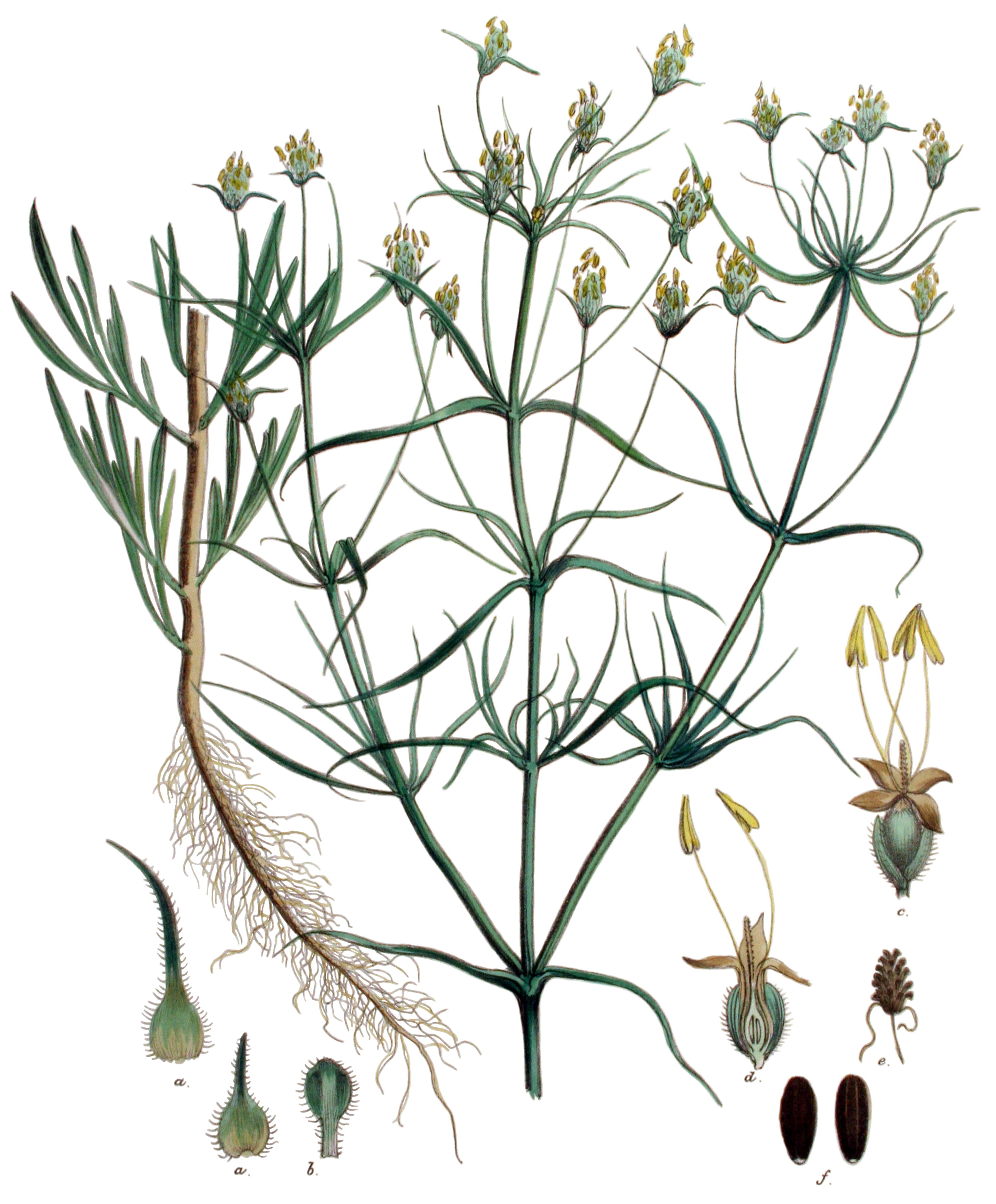
Ilustración

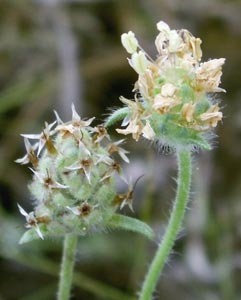
Inflorescencia

## Características
Es una planta herbácea caducifolia con el tallo erecto y ramificado. Las hojas son opuestas y lineales. Las flores, de color verde blancuzco, se producen en espigas que aparecen en mayo-julio. Las semillas son de color pardo.

## Propiedades
- Contiene mucílagos que en contacto con el agua aumenta su volumen hasta 4 veces, por lo que es un excelente laxante mecánico que actúa como lubricante que permite el deslizamiento de la material fecal.
- Recomendado en caso de falta de peristaltismo intestinal.
- Por vía externa en forma de compresas para tratar reumatismo, quemaduras y úlceras.

## Taxonomía
Plantago arenaria fue descrita por Waldst. & Kit. y publicado en Descriptiones et Icones Plantarum Rariorum Hungariae 1: 51, pl. 51. 1801.
Citología
Número de cromosomas de Plantago arenaria (Fam. Plantaginaceae) y táxones infraespecíficos: 2n=12
Etimología
Plantago: nombre genérico que deriva de  plantago = muy principalmente, nombre de varias especies del género Plantago L. (Plantaginaceae) –relacionado con la palabra latina planta, -ae f. = "planta del pie"; por la forma de las hojas, según dicen–. Así, Ambrosini (1666) nos cuenta: “Es llamada Plantago por los autores latinos, vocablo que toman de la planta del pie (a causa de la anchura de sus hojas, las que recuerdan la planta del pie; y asimismo porque las hojas tienen líneas como hechas con arado, semejantes a las que vemos en la planta del pie)”
arenaria: epíteto latino que significa "relacionada con la arena".
Sinonimia
- Plantago arenaria Waldst. & Kit. 1801
- Plantago scabra Moench 1794
- Plantago psyllium L. 1753

## Nombres comunes
- Castellano: hierba de las pulgas, llantén de perro, pulguera, zaragatona (11), zaragatona de los arenales.[5] El número entre paréntesis indica el número de especies con el mismo nombre común.